# Marie Juchacz

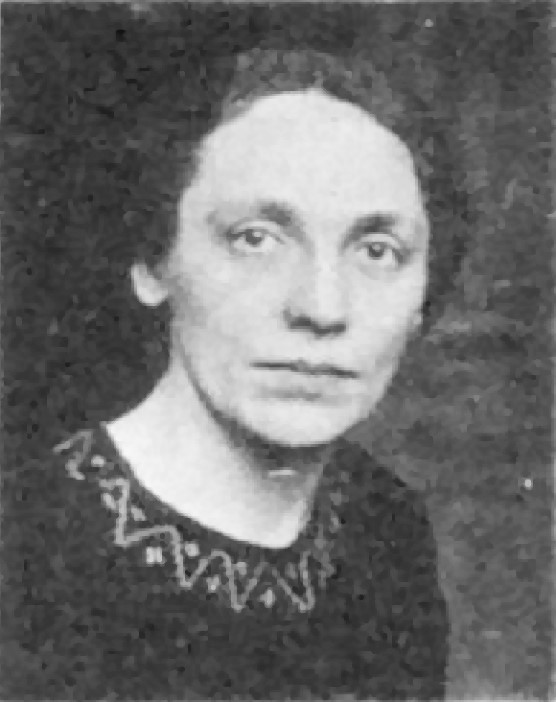
Marie Juchacz, um 1919

Marie Juchacz ([ˈjʊxatʃ]; geborene Gohlke; * 15. März 1879 in Landsberg an der Warthe; † 28. Januar 1956 in Düsseldorf) war eine deutsche Sozialreformerin, Sozialdemokratin und Frauenrechtlerin. Unter ihrer Leitung wurde am 13. Dezember 1919 die Arbeiterwohlfahrt gegründet. Nach der Einführung des passiven Wahlrechts für Frauen hielt sie am 19. Februar 1919 in der Weimarer Nationalversammlung als erste Frau eine Rede.

## Leben und Beruf
Marie Juchacz wurde als Tochter des Zimmermanns Theodor Gohlke und seiner Frau Henriette in Landsberg an der Warthe geboren. Nach dem Besuch der Volksschule in Landsberg an der Warthe arbeitete Juchacz ab 1893 zunächst als Dienstmädchen und kurzzeitig als Fabrikarbeiterin. Von 1896 bis 1898 war sie in der Krankenpflege tätig. Anschließend absolvierte sie eine Lehre zur Schneiderin. In diesem Beruf war sie bis 1913 tätig. Nachdem sie sich 1906 von ihrem Mann, dem Schneidermeister Bernhard Juchacz, getrennt hatte, übersiedelte sie mit den beiden Kindern nach Berlin. Während des Ersten Weltkriegs von 1914 bis 1918 arbeitete sie zusammen mit Anna Maria Schulte, ihrer Schwester Elisabeth Röhl und Else Meerfeld in der „Heimarbeitszentrale“ und war Mitglied der sogenannten „Lebensmittelkommission“.
Juchacz trat 1908 der SPD bei, mit deren Programm sie ihr älterer Bruder vertraut gemacht hatte. In kurzer Zeit entwickelte Juchacz sich zur gefragten Versammlungsrednerin. Im Jahr 1913 wurde sie in Köln Frauensekretärin für den Parteibezirk Obere Rheinprovinz, wo sie sich vor allem um die Organisation der Textilarbeiterinnen im Aachener Raum kümmerte. Als es 1917 zur Spaltung der Sozialdemokraten und zur Gründung der USPD kam, erhielt Marie Juchacz, die bei den Mehrheitssozialdemokraten blieb, von Friedrich Ebert die Stelle als Frauensekretärin im Zentralen Parteivorstand, die zuvor Clara Zetkin innegehabt hatte. Sie übernahm außerdem die Redaktionsleitung der Frauenzeitung Die Gleichheit. Marie Juchacz gehörte am 13. Dezember 1919 zu den Gründern der Arbeiterwohlfahrt (AWO) (Eintragung ins Berliner Vereinsregister am 3. April 1925) und war bis 1933 ihre erste Vorsitzende. Von 1921 bis 1931 gehörte sie dem Vorstand des Deutschen Vereins für öffentliche und private Fürsorge (DV) an.
Nach der Machtergreifung der Nationalsozialisten emigrierte Juchacz im März 1933 ins Saargebiet und gründete in Saarbrücken (Bahnhofstraße 80) eine Pension für Emigranten. Als 1935 die Saarabstimmung ein deutliches Votum für die Eingliederung in das nationalsozialistische Deutschland erbrachte, floh sie ins Elsass und nach Beginn des Zweiten Weltkrieges über Paris nach Marseille. 1941 floh sie mit einem Notvisum über Martinique nach New York, wo sie bis 1949 lebte. Im Exil lernte sie mit über 60 Jahren Englisch, pflegte ihren Schwager – Emil Kirschmann – und versorgte andere Flüchtlinge mit Mittagessen. In New York gründete sie 1945 die Arbeiterwohlfahrt USA – Hilfe für die Opfer des Nationalsozialismus, die nach Ende des Krieges mit Paketsendungen Unterstützung im zerstörten Deutschland leistete.

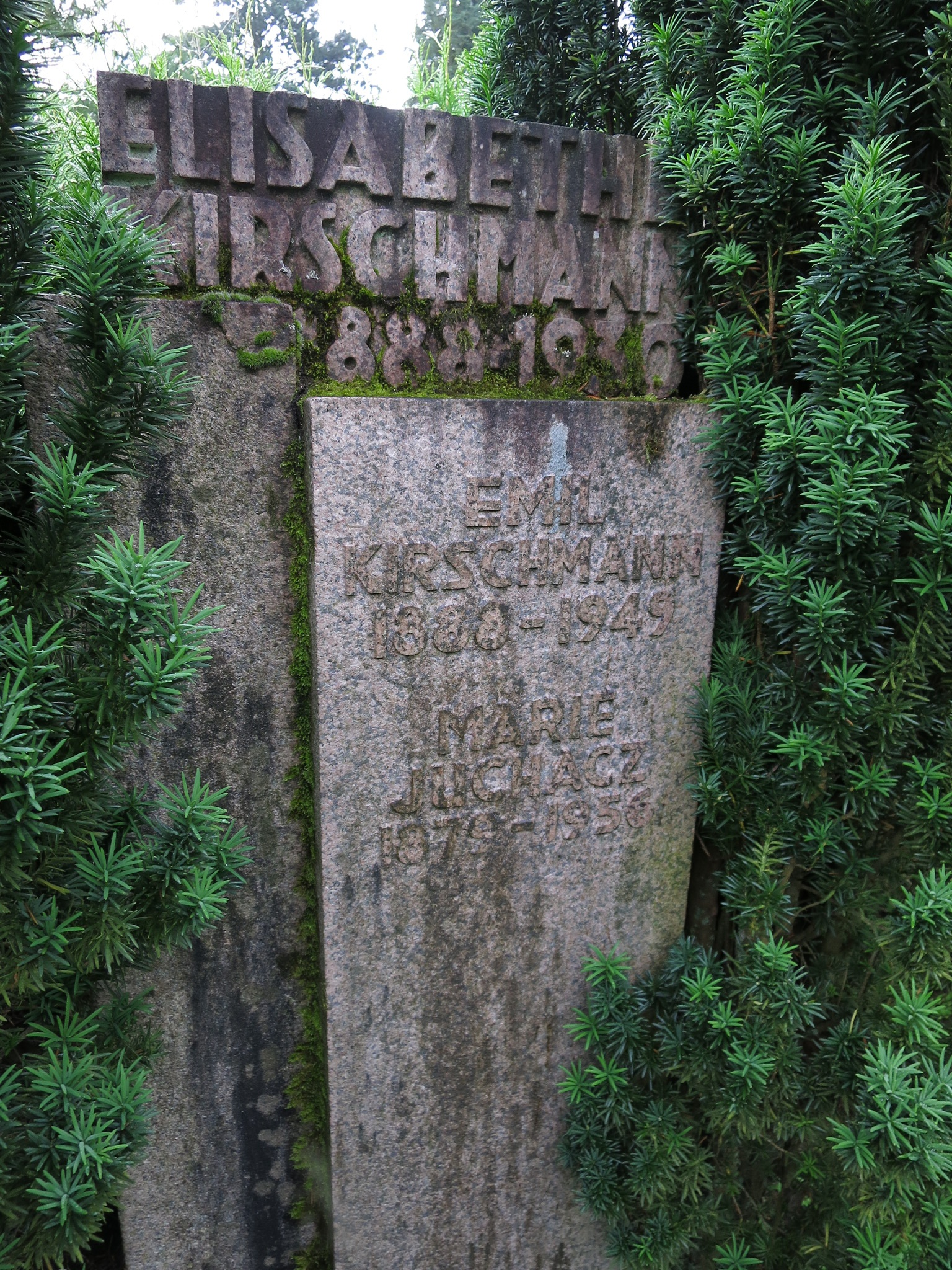
Marie Juchacz beigesetzt im Familiengrab auf dem Kölner Südfriedhof

1949 kehrte sie aus ihrem Exil nach Deutschland zurück und wurde Ehrenvorsitzende der AWO.
Marie Juchacz wurde im Grab ihrer Schwester Elisabeth und deren Ehemann Emil Kirschmann auf dem Kölner Südfriedhof (Flur 65 Nr. 307) beerdigt. 2011 erklärte der Rat der Stadt Köln die Grabstätte zur Ehrengrabstätte.

## Abgeordnete und Mitglied der Weimarer Nationalversammlung
Als eine von 37 Frauen wurde Marie Juchacz 1919 in die Weimarer Nationalversammlung gewählt. Am 19. Februar 1919 sprach sie dort als erste Parlamentarierin nach der Erlangung des Frauenwahlrechts:

„Meine Herren und Damen!“ (Heiterkeit.) „Es ist das erste Mal, dass eine Frau als Freie und Gleiche im Parlament zum Volke sprechen darf, und ich möchte hier feststellen, ganz objektiv, dass es die Revolution gewesen ist, die auch in Deutschland die alten Vorurteile überwunden hat.“

Sie gehörte als einzige Frau dem „Ausschuß zur Vorberatung des Entwurfs einer Verfassung des Deutschen Reichs“ der Nationalversammlung an. Von den Reichstagswahlen 1920 bis 1933 war sie Mitglied des Reichstages. Ihre Schwester Elisabeth Röhl war ebenfalls SPD-Abgeordnete in der Nationalversammlung.

## Ehrungen
Mehrere Städte benannten Straßen nach ihr, wie etwa als „Marie-Juchacz-Straße“, „Marie-Juchacz-Weg“ oder „Marie-Juchacz-Platz“ in Stuttgart oder Gengenbach. In Bremerhaven wurde der Platz vor dem Auswandererhaus in „Marie-Juchacz-Platz“ benannt. 1969 wurde sie mit einer Briefmarke (Katalog-Nr. 596-Block 5) 50 Jahre Frauenwahlrecht geehrt und im Jahr 2003 mit einer 1-Euro-Briefmarke in der Serie Frauen der deutschen Geschichte (Katalog-Nr. 2305).
Im Reichstagsgebäude ist ein Saal, in dem der SPD-Fraktionsvorstand tagt, nach ihr benannt, ebenso der Sitzungssaal des Stadtrates von Weimar. Die Arbeiterwohlfahrt vergibt seit 1969 die Marie-Juchacz-Plakette. Der Marie-Juchacz-Preis wird von der SPD-Bundesfraktion verliehen.
Am 18. August 2017 wurde ein Denkmal für Marie Juchacz am Mehringplatz in Berlin-Kreuzberg eingeweiht. In der Nähe des Denkmals befand sich bis 1933 die Zentrale der Arbeiterwohlfahrt. Die Gedenkplatte besteht aus zwei stützenden Dreiecken, die eine Mittelform tragen. Aus den dreieckigen Stahlplatten sind die Worte „Freiheit“, „Gerechtigkeit“ (links) und „Gleichheit“, „Toleranz“ und „Solidarität“ ausgeschnitten. Aus der stählernen Gedenkplatte in der Mitte sind das Geburts- und Sterbejahr, der Name und das Porträt von Marie Juchacz aus dem Stahl geschnitten. Der gestaltende Künstler Gerd Winner erklärte zu der Skulptur: „Sie vereint die Begriffe des Sozialstaates und das Gedenken an Marie Juchacz.“
Einer der ersten Intercity-Express-Züge des Typs ICE 4 sollte nach Marie Juchacz benannt werden. Nachdem die geplante Benennung eines Zuges nach Anne Frank auf Kritik gestoßen war, verzichtete die Deutsche Bahn auf Zugtaufen auf den Namen von Personen, sodass die Benennung nach Marie Juchacz nicht zustande kam.
In Deutschland wurden viele verschiedene soziale Einrichtungen zu Ehren von Marie Juchacz benannt, so etwa ein Seniorenzentrum in Erzhausen, das Seniorenwohnhaus der AWO in Berlin-Lichtenrade oder das Marie-Juchacz-Zentrum der AWO in Augsburg, ein Wohnheim für chronisch mehrfachgeschädigte Alkoholabhängige (CMA). 2019 wurde in Idstein zur Feier des 100-jährigen Bestehens der Arbeiterwohlfahrt die Kita „Marie Juchacz“ eröffnet. 2020 zeigt das Mitte Museum die Ausstellung „Marie Juchacz – Die erste Frau am Rednerpult“.

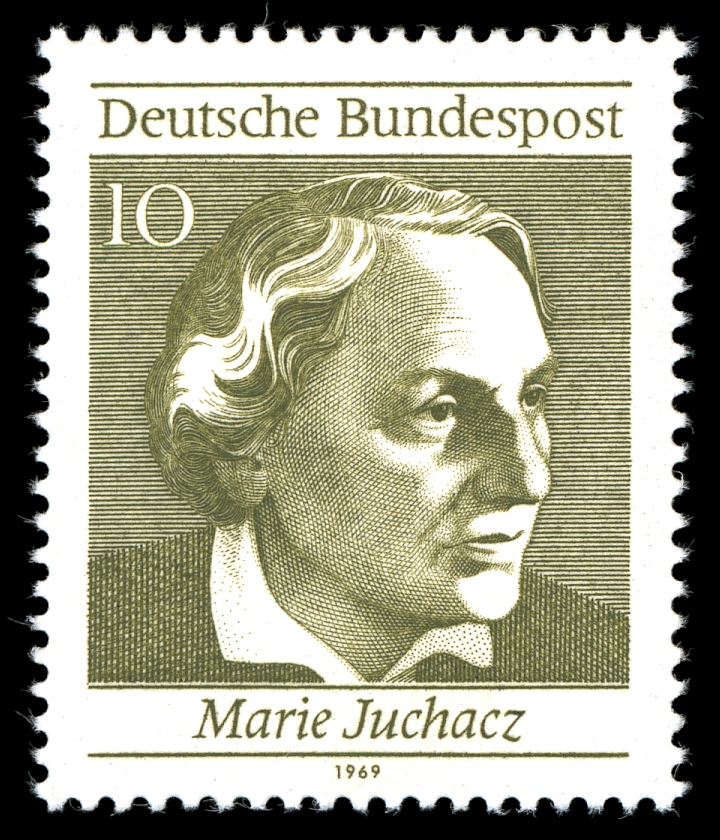
Briefmarke 1969 aus dem Block 50 Jahre Frauenwahlrecht in Deutschland
Urkunde zur Marie-Juchacz-Plakette
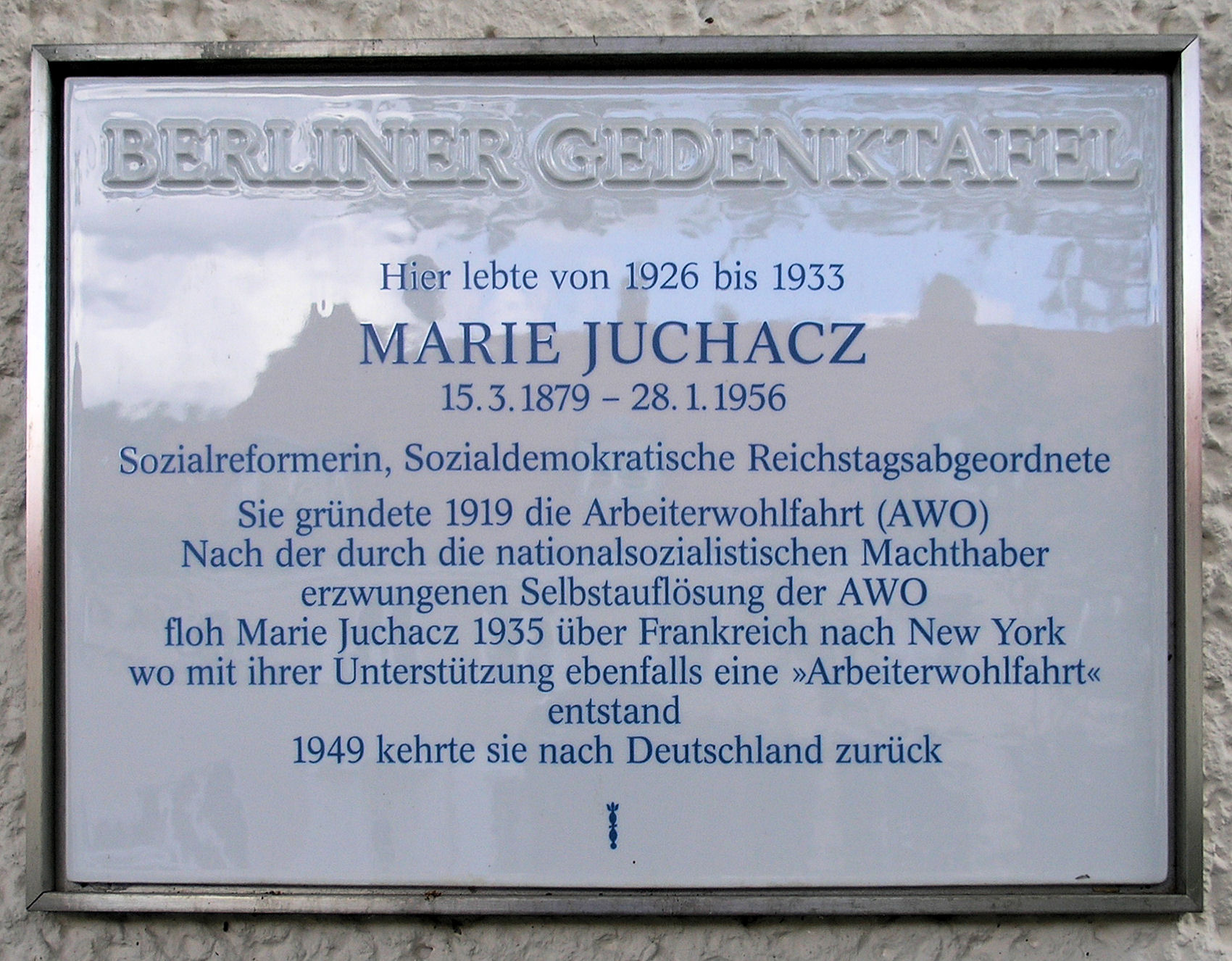
Berliner Gedenktafel am Haus Schmausstraße 83 in Berlin-Köpenick
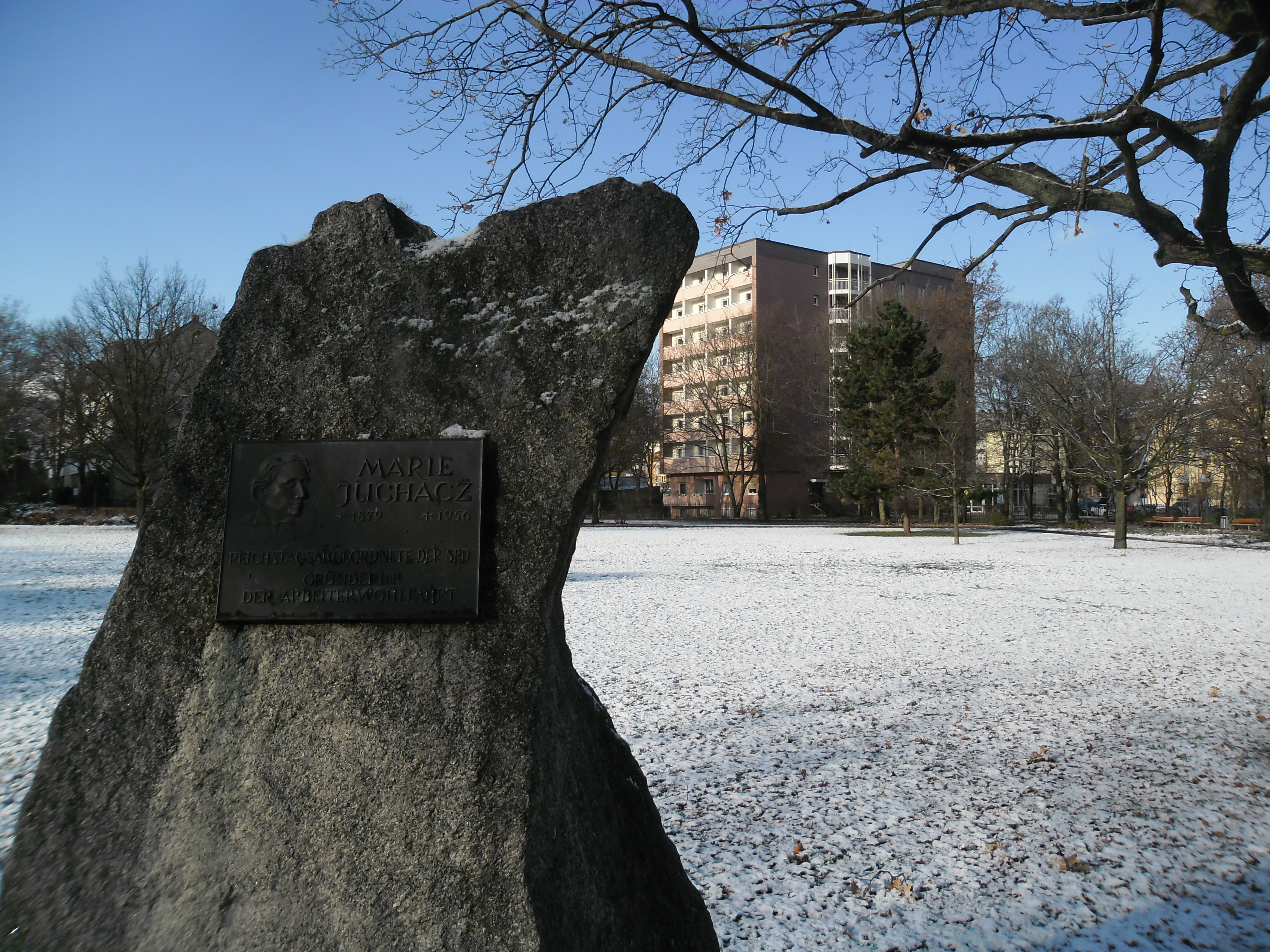
Der Marie-Juchacz-Gedenkstein in Nürnberg-St. Leonhard
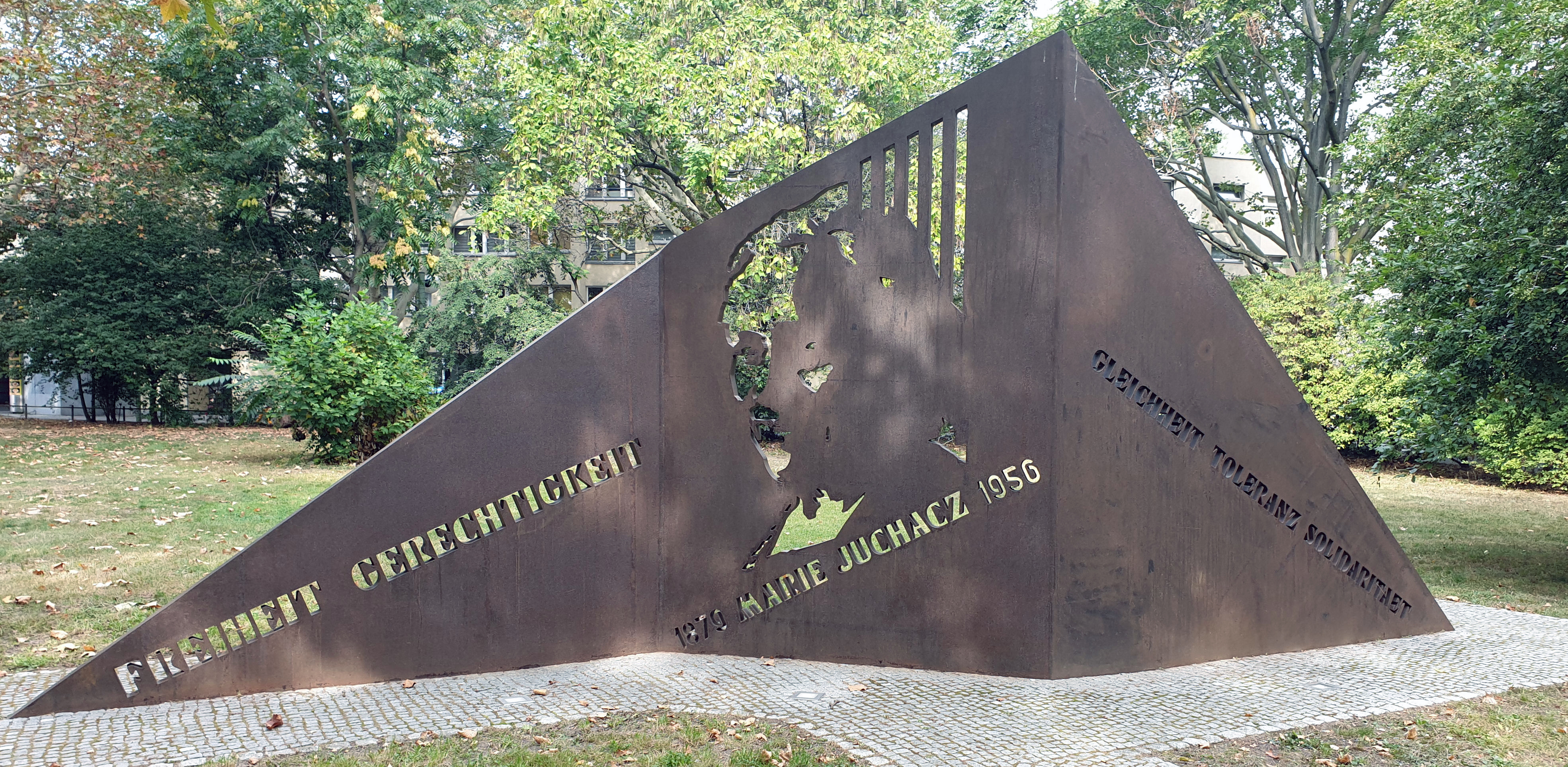
Denkmal von Gerd Winner, 2017, Mehringplatz, Berlin-Kreuzberg
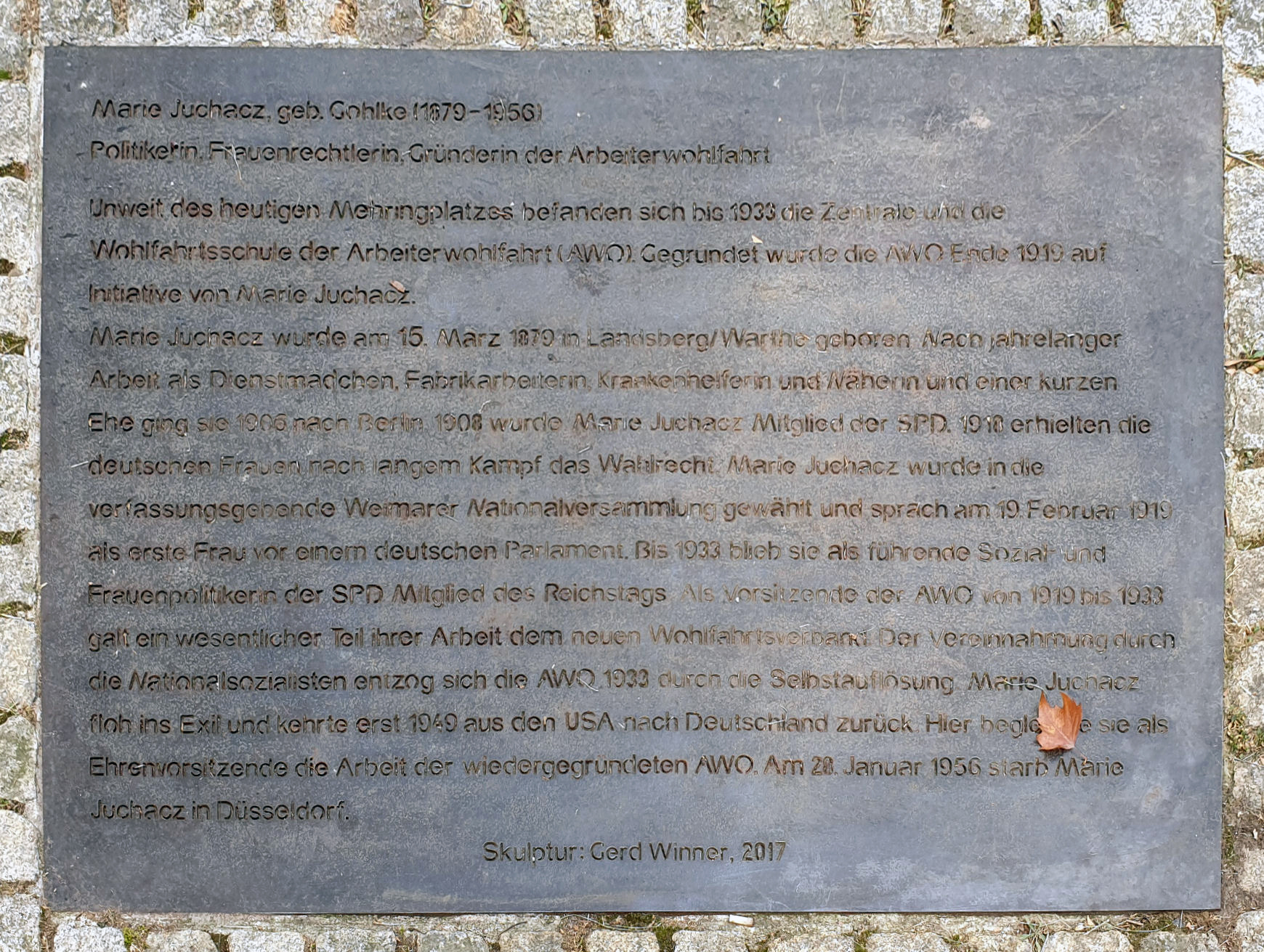
Gedenktafel, Mehringplatz, Berlin-Kreuzberg

## Filme und Bühne
- In einer Nebenrolle wird Juchacz im Doku-Drama Die Konterrevolution – Der Kapp-Lüttwitz-Putsch 1920 (Produktion: BR-alpha, 2011) von Bibiana Beglau gespielt.[26]
- Im Doku-Drama Der Reichstag – Reichstagsgebäude, 2017, (Produktion: ARTE, NDR, RBB) wird Marie Juchacz in einer Nebenrolle von Birgit Schürmann dargestellt.[27][28]
- Marie Juchacz – Die erste Frau am Rednerpult. Dokumentarfilm, Deutschland, 2018, 29:50 Min., Buch und Regie: Steffen Jindra, Produktion: MDR, Reihe: Die Spur der Ahnen, Erstsendung: 5. Dezember 2018 bei MDR Fernsehen, Inhaltsangabe von MDR Zeitreise.
- Aus Anlass des 150-jährigen Geburtstag von Marie Juchacz hat die saarländische Arbeiterwohlfahrt ein Musical in Auftrag gegeben. Dieses wurde umgesetzt vom Musicalprojekt Neunkirchen und am 9. August 2019 unter dem Titel Meine Herren und Damen: Marie! in Neunkirchen (Saar) uraufgeführt. In der Rolle der Marie tritt die Sängerin Nina Sepeur auf, ihre Schwester Elisabeth spielt Hannah Neumann. Holger Hauer verfasste Buch und Songtexte, Francesco Cottone und Amby Schillo schrieben die Musik. Das Bühnenbild entwarf Jochen Maas, Ellen Kärcher war für die Kostüme sowie die künstlerische Leitung und Choreographie verantwortlich und Matthias Stockinger führte Regie.[29][30]
- Starke Frauen, Starke Geschichten: Weimar und die 37 Frauen - Film von Steffen Jindra

## Rundfunk
- Warum kennt kaum jemand Marie Juchacz? 100 Jahre Frauenwahlrecht. Gespräch, 12. November 2018, 11:07 Min., Gast: Unda Hörner, Produktion: Deutschlandfunk Kultur, Redaktion: Fazit, Audio-Datei. (Memento vom 13. November 2018 im Internet Archive)
- „Die Frauen besitzen heute das Ihnen zustehende Recht der Staatsbürgerinnen.“ Rede von Marie Juchacz in der Weimarer Nationalversammlung als erste Parlamentarierin, 19. Februar 1919, 34:21 Min., Produktion: MDR, Erstsendung: 22. Dezember 2018 bei MDR, Audio-Datei.

## Veröffentlichungen
- Der kommende Friede. W. Moeser, Berlin 1919, DNB 574163980.
- Praktische Winke für die sozialdemokratische Frauenbewegung. Hrsg. vom Vorstand der Sozialdemokratischen Partei Deutschlands. Berlin 1921, DNB 1124184554.
- Ottilie Baader: Ein steiniger Weg. Lebenserinnerungen einer Sozialistin. Mit einem Vorwort von Marie Juchacz. J. H. W. Dietz Verlag Nachf., Berlin 1921, DNB 572748167.
- Marie Juchacz, Johanna Heymann: Die Arbeiterwohlfahrt. Voraussetzungen und Entwicklung. J. H. W. Dietz Nachf., Berlin 1924, DNB 361011504.
- Geburtenfrage – Sexualberatung eine Aufgabe der Arbeiterwohlfahrt. In: Arbeiterwohlfahrt, 4 (1929), Heft 23, S. 730–734. fes.de
- Stimmen gegen den § 218. In: Der sozialistische Arzt, 1931, 7. Jahrgang, Heft 4 (April), S. 102–103; Textarchiv – Internet Archive.
- Zum 31. Juli 1932. In: Arbeiterwohlfahrt, 7 (1932), Heft 14, S. 417–418. fes.de
- Sie lebten für eine bessere Welt. Lebensbilder führender Frauen des 19. und 20. Jahrhunderts. J. H. W. Dietz Verlag Nachf., Berlin / Hannover 1955, DNB 452252873.